# Віолет Меннерс
Маріон Маргарет Віолет Меннерс, герцогиня Ратленд (англ. Marion Margaret Violet Manners, Duchess of Rutland; у дівочості Ліндсей (англ. Lindsay); нар. 7 березня 1856, Лондон — пом. 22 грудня 1937, там же) — британська аристократка та художниця. Була відома своєю красою, зображеною на багатьох картинах. Дружина Генрі Меннерса, 8-го герцога Ратленд, з яким мала п'ятьох дітей.

## Сім'я, шлюб і діти
Маріон Маргарет Віолет Ліндсей народилася 7 березня 1856 року у Лондоні. Її батьками були високоповажний Чарлз Г'ю Ліндсей, молодший син Джеймса Ліндсея, 24-го графа Кроуфорд і Марії Маргарет Пеннінгтон, і леді Емілія Анна Браун, дочка Монтег'ю Брауна, декана Лісмора та Катерини Пенелопи де Монтморенсі.

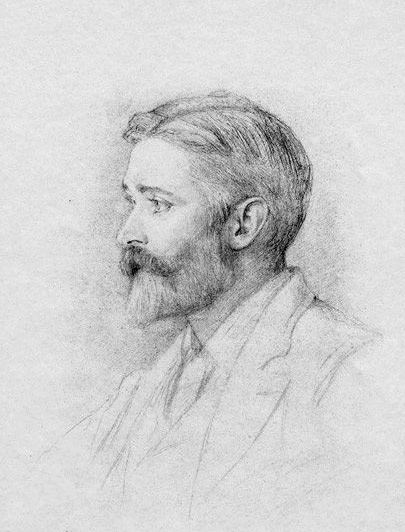
Генрі Меннерс, 8-й герцог Ратленд на малюнку своєї дружини, 1891 рік.

У віці 26 років вона вийшла заміж за Генрі Меннерса, єдиного сина та спадкоємця 7-го герцога Ратленда та Катерини Марлі. У подружжя мало що спільного: Генрі був консерватором і любив полювання, Віолет дотримувалася поглядів богемного життя, цікавилася мистецтвом. У шлюбі народилося п'ятеро дітей. Народження двох останніх дівчат приписують коханцям Віолет: леді Віолет Катерина була народжена від Монтег'ю Коррі, 1-го барона Роутон, а остання дочка, Діана, — від зв'язку з Гері Кокейн-Кастом.
У 1888 році подружжя стало маркізами Гренбі. У 1906 році, після смерті батька, Генрі успадкував його титул, ставши 8-м герцогом Ратлендським, Віолет стала герцогинею. Під час Першої світової війни будинок герцогині на Арлінгтон-стріт став лікарнею. Її дочка Діана перебувала в лікарні як медсестра. Зять Віолет Уго Чартеріс, чоловік її дочки Віолет, загинув під час війни.
Герцог Ратленд помер 1925 року. Його титул успадкував другий син подружжя Джон. Сама Віолет, вдовствуюча герцогиня Ратлендська, померла 22 грудня 1937 року, її поховали у Бівер-Касл — резиденції родини Меннерс.
Діти:
- леді Вікторія Марджорі Гаррієт Меннерс (1883—1946) — дружина Чарлза Паже, 9-го маркіза Енгслі, мали шістьох дітей;
- Високоповажний Роберт Чарльз Джон Меннерс (1885—1894) — помер у молодості;
- Джон Генрі Монтегю Меннерс (1886—1940) — 9-й герцог Ратленд, був одружений з Катериною Теннант, мав п'ятьох дітей;
- леді Віолет Катерина Меннерс (1888—1971) — дружина спочатку Уго Чартериса, мала від нього дітей, потім вийшла заміж за Гая Бенсона;
- леді Діана Олівія Вінфред Мод Меннерс (1892—1986) — дочка від зв'язку з Генрі Кастом, дружина Даффа Купера, мати чотирьох дітей.

## Художня діяльність

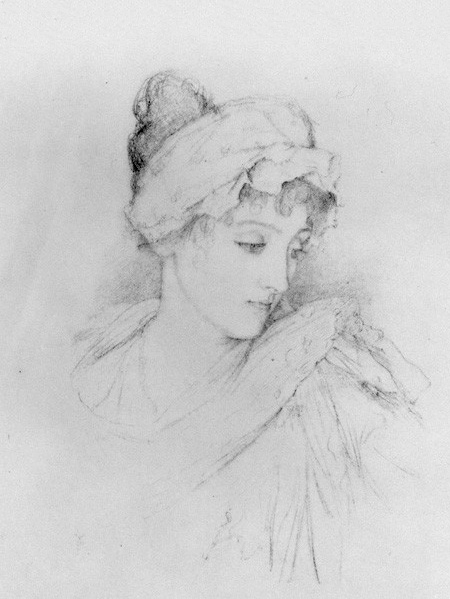
Малюнок леді Нори Ліндсей, 1897 рік.

Віолет здобувала домашню освіту, а її сім'я заохочувала інтерес дівчинки до мистецтва. У молодості була в Італії, де у 1877 році показувала деякі свої малюнки та скульптури у галереї Гросвенор, засновником якого був її двоюрідний брат Коуттс Ліндсей. Сама Віолет вважала себе професіоналом у художній справі. Її найбільш вдалими роботами є малюнки членів сім'ї Ліндсей та сім'ї свого чоловіка. Деякі її роботи виставлялись у Королівській академії мистецтв та Новій галереї, а також у Франції та США. У 1825 році один критик висловився з приводу творчості герцогині, сказавши: «Її стиль особливо підходить для зображення жіночої краси й елегантності, художниця досягає високих результатів в обрисах осіб натурників».
В організації показу малюнків герцогині допомагав її друг, скульптор Вільям Рід Дік. У 1894 році помер старший син Віолет. Вона зробила малюнок хлопчика на його могилі у Бівер-Каслі. Найкращим твором герцогині вважається статуя, що зображує її сина та інших членів сім'ї. До 1937 року статуя знаходилася в лондонській резиденції Віолет, а потім була придбана британським музеєм Тейт. У 1900 році опублікували портрети чоловіків і жінок, що складали коло спілкування художниці.
Віолет була членом товариства Душі (англ. The Souls), яке об'єднувало аристократів, які займаються мистецтвом та інтелектуальними науками. Журнал «The Lady's Realm» назвав герцогиню Ратлендську «Королевою суспільства, яка має красу, незвичайні художні здібності, розбирається в економічних і соціальних питаннях, що робить її безумовним лідером».
Герцогиня була відомою красунею, як і її молодша дочка Діана. Віолет була зображена на портретах Джеймса Шеннона та Джорджа Фредеріка Воттса. Один із її сучасників писав про неї: «Її індивідуальність була чудовою: каштанове волосся, блідий колір обличчя, очі, струнка фігура разом з прекрасним смаком до одягу вицвілих кольорів з м'яких тканин».
Віолет мала свою студію у Б'ют-гаузі. Після смерті чоловіка вона переїхала на Белгрейв-сквер, де заснувала нову студію та займалася мистецтвом. Свої виставки вона організовувала до кінця життя. Останній свій твір вона представила публіці у листопаді 1937 року, за місяць до смерті.